# Saint-Sernin-du-Plain
Saint-Sernin-du-Plain é uma comuna francesa na região administrativa de Borgonha-Franco-Condado, no departamento de Saône-et-Loire. Estende-se por uma área de 14,45 km². Em 2010 a comuna tinha 601 habitantes (densidade: 41,6 hab./km²).